# Antonio D'Auria
Antonio D'Auria (Arzano, 9 febbraio 1928 – Napoli, 16 agosto 1980) è stato un politico italiano.